# Fylit
Fylit je metamorfovaná hornina, vznikající přeměnou nízkého stupně (facie zelených břidlic) z jílovito-prachovitých usazených hornin, především břidlic. Má břidličnatou strukturu, tj. má rovnoběžné uspořádání částic. Díky své břidličnatosti se velmi dobře deskovitě štípe.
Hlavními minerály fylitů jsou křemen, chlority a slídy (sericit – světlá, biotit – tmavá). Termín fylit je používán poměrně nejednotně většinou jen na základě makroskopického pozorování.
Termín fylit, z řeckého φύλλον (phýllon = list), zavedl v roce 1849 C. F. Neumann.

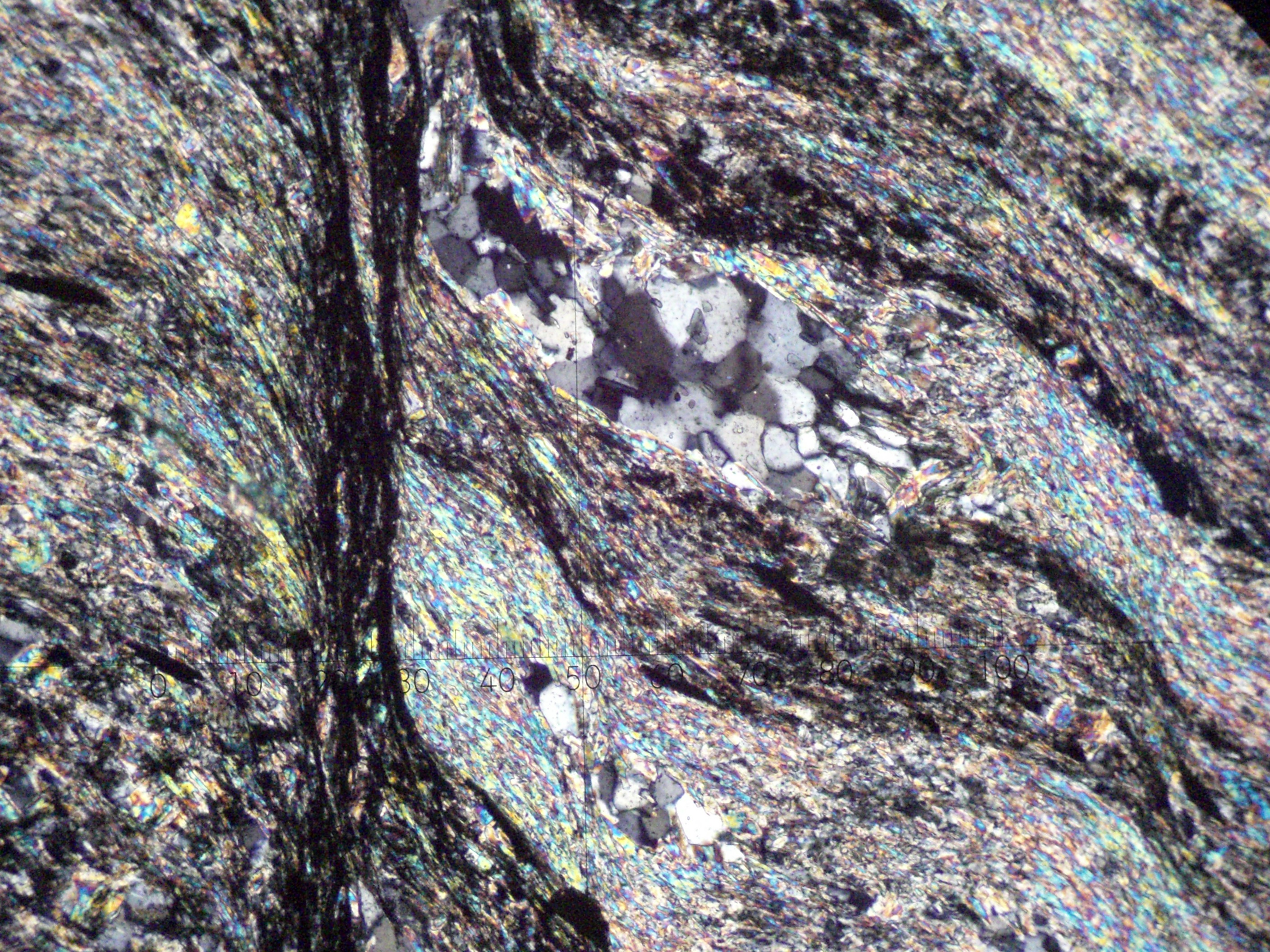
Výbrus fylitu v polarizačním mikroskopu ve zkřížených nikolech

## Složení fylitu

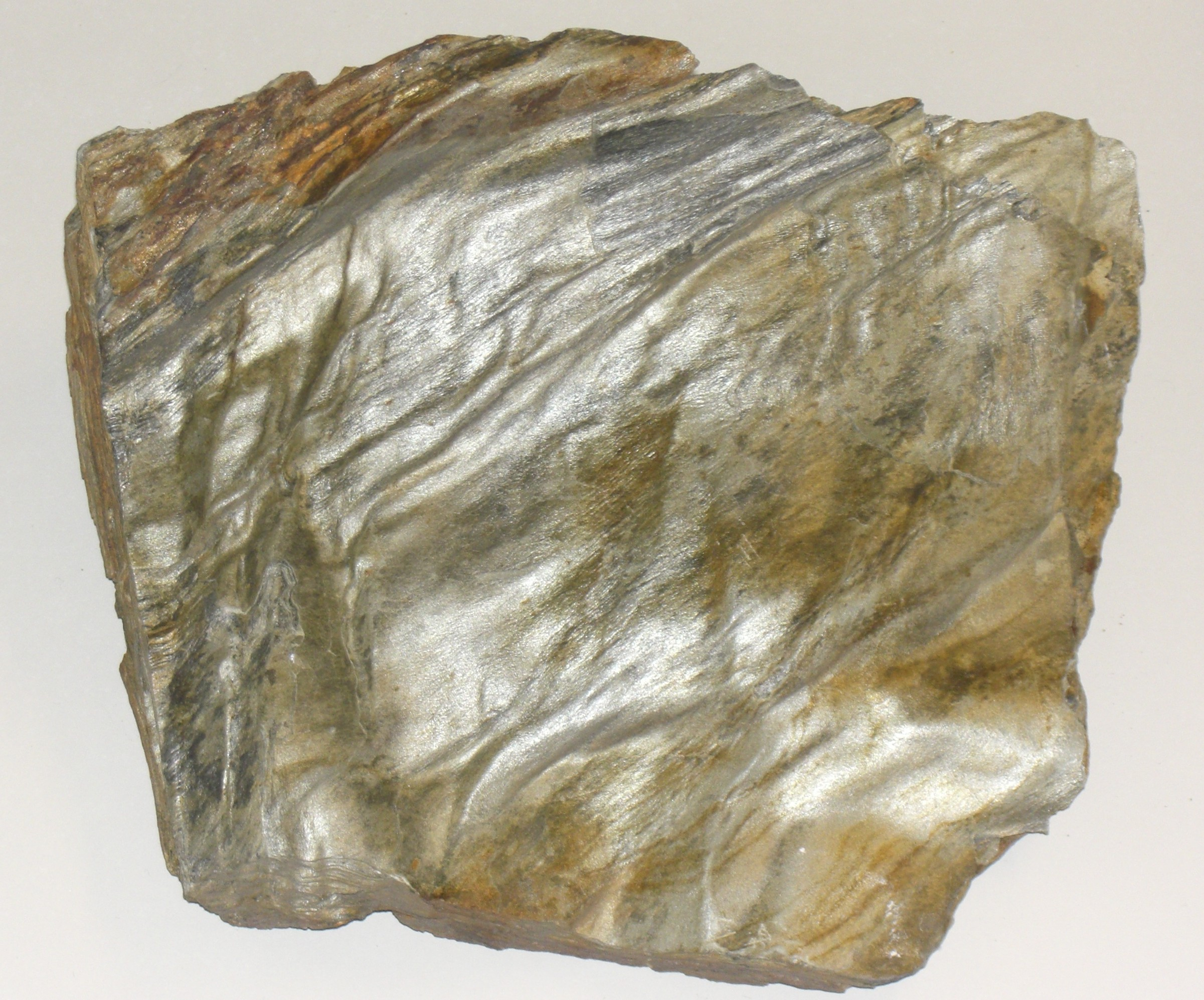
Fylit z lomu v Hormersdorfu (Německo)

Fylit je složen hlavně ze sericitu, chloritu, křemene (SiO2), albitu (NaAlSi3O8, živec sodný) a z tmavé slídy – biotitu. Příměs chloritu způsobuje šedozelenou barvu horniny, sericit fylitu dodává hedvábný lesk, kterým jej odlišujeme od sedimentárních jílových břidlic. Podle velikosti částic je fylit jemně zrnitý.
Charakteristickým znakem fylitů je též přítomnost sericitu, který na plochách břidličnatosti vytváří hedvábný lesk a chloritu, který zbarvuje horninu dozelena. Dalšími důležitými minerály jsou křemen a někdy i biotit, který může způsobovat tmavé zbarvení, nebo živce. Někdy mohou fylity obsahovat i kalcit, grafit a jiné minerály. Granát a staurolit jsou typické hlavně pro výše přeměněné variety. Z akcesorií bývá přítomen turmalín, rutil, magnetit, pyrit a další.

## Vznik
Fylit vzniká zvýšením teploty a tlaku. Další metamorfózou se z fylitu v důsledku nárůstu tlaku a teploty stává svor a později rula až migmatit. Je typickou regionálně přeměněnou horninou nižšího stupně ve facii zelených břidlic.

## Vlastnosti
Je to nejčastěji šedá, nažloutlá až zelenkavá hornina. Lesk je pozorovatelný zvláště na plochách břidličnatosti. V případě grafitické příměsí má tmavou barvu. Fylity se vyznačují velmi jemnou břidličnatostí, podle které mají i tenkou deskovitou odlučnost. Typická je porfyroblastická mikroskopická struktura. Velikost minerálů se pohybuje v rozpětí 0,1–1,0 mm. Textura je lepidoblastická. Svorové fylity jsou přechodnými horninami k výše metamorfovaným svorům.

## Výskyt
Fylity se v ČR vyskytují v barrandienském proterozoiku středních a západních Čech (tzv. pokrývačské břidlice, Manětín, Rabštejn nad Střelou), v Krkonošsko-jesenické subprovincii, jak na české (například okolí Ještědu), tak polské straně hranic. Výskyty fylitů jsou známy i v okolí Železného Brodu, Kraslic, Chebu nebo Aše.
Na Slovensku tvoří mohutné komplexy v Spišsko-gemerském rudohoří, zejména v gemeriku Volovských vrchů, též v některých zónách veporika, v harmonské skupině Malých Karpat a jinde.

## Využití
Některé fylity se pro svou štěpnost těží a používají jako pokrývačské břidlice.